# رايموند-ماكس أوبيرت
رايمون-ماكس أوبير (ولد في 15 مارس 1947 في إنسبروك، النمسا)، هو موظف سامٍ وسياسي فرنسي.

## المسيرة السياسية
في الانتخابات الكانتونية الفرنسية لعام 1988، انتُخب رايمون-ماكس أوبير مستشارًا عامًا عن دائرة "تول الحضرية الشمالية"في كوريز، وشغل هذا المنصب من 3 أكتوبر 1988 حتى 27 مارس 1994. وقد أُعيد انتخابه في انتخابات عام 1994، وتولى بذلك ولاية ثانية من 27 مارس 1994 حتى 18 مارس 2001.
ترأس لائحة اليمين في الانتخابات الإقليمية الفرنسية لعام 1992 في منطقة ليموزان، إلا أن اللائحة الاشتراكية بقيادة روبير سافي فازت في تلك الانتخابات. وعلى الرغم من ذلك، انتُخب أوبير مستشارًا إقليميًا لليموزان من 22 مارس 1992 حتى 15 مارس 1998.
في الانتخابات التشريعية الفرنسية لعام 1993، فاز أوبير، مرشح حزب التجمع من أجل الجمهورية، بمقعد النائب عن الدائرة الأولى في كوريز، متغلبًا على فرانسوا هولاند. وبعد عامين، أصبح رئيسًا لبلدية مدينة تول، خلفًا للشيوعي جان كومباستايل. غير أنه خسر كلا المنصبين في عامي 1997 (مقعد النائب) و2001 (رئاسة البلدية)، حيث فاز بهما فرانسوا هولاند.
ونظرًا لتاريخهما المشترك في المدرسة الوطنية للإدارة والمنافسات السياسية المتكررة بينهما، ارتبطت بين أوبير وهولاند علاقة من التنافس المحلي الملحوظ.
كما شغل أوبير منصب كاتب الدولة المكلّف بالتنمية الريفية لدى وزير التخطيط الإقليمي برنار بونس، وذلك ضمن حكومة ألان جوبيه الأولى.